# Jauru (tiểu vùng)
Jauru là một tiểu vùng thuộc bang Mato Grosso, Brasil. Tiều vùng này có diện tích 16848 km², dân số năm 2007 là 106358 người.